# Phyllosticta aucubae
Phyllosticta aucubae är en svampart som beskrevs av Sacc. & Speg. 1878. Phyllosticta aucubae ingår i släktet Phyllosticta och familjen Botryosphaeriaceae.   Inga underarter finns listade i Catalogue of Life.